# 스마트 에디터
스마트 에디터(영어: Smart editor)는 네이버가 개발한 네이버 블로그용 편집 도구이다.

## 연혁
- 2007년 7월 : 네이버 블로그에서 스마트 에디터 서비스 실시
- 2007년 8월 2일 : 네이버 카페에서 스마트 에디터 서비스 실시
- 2007년 9월 : 네이버 메일과 지식iN에서 스마트 에디터 서비스 실시
- 2008년 3월 : 네이버 블로그 스마트 에디터에서 백과사전 첨부기능 추가
- 2008년 12월 : 스마트에디터의 기본 모듈 공개[1]
- 2009년 7월 16일 : 네이버 블로그 스마트 에디터에 '일정' 등록 기능 추가[2]
- 2010년 8월 12일 : 네이버 블로그 스마트에디터 2.0 베타 오픈[3]
- 2010년 12월 15일 : 네이버 블로그 스마트에디터 2.0 정식 오픈[4]
- 2015년 11월 13일 : 네이버 블로그 스마트에디터 3.0 베타 오픈[5]

## 스마트 에디터의 특징
스마트 에디터에서는 전문화된 글쓰기 툴과 강력한 포토 및 동영상 업로더 기능은 물론, 주제별 템플릿 및 포스트 레이아웃과 네이버만의 전문DB 첨부기능이 딸려 있는 것이 특징이다.

### 첨부기능

#### 일반 첨부
일반 첨부는 파일, 음악, 동영상, 사진, 지도, 툰, 그림, 폴 등 종류마다 다양하며, 일부 서비스에만 특정적으로 제한하는 경우도 있다.

#### 정보 첨부
정보 첨부는 책, 상품, 영화, 드라마, 백과사전, 음악, 인물, 날씨 등 8가지가 모두 적용되고 있다. 다만 네이버 메일에는 백과사전 첨부기능이 없다.

### 다른 게시판과의 글쓰기 비교
일반 게시판에는 에디터모드나 텍스트모드로만 소스를 적용하고 있는 것에 비하면 멀티기능을 갖추어져 있다.

### 리뷰 작성기능
네이버 스마트 에디터는 블로그와 카페를 중심으로 리뷰 작성기능이 설정되어 있지만 블로그 리뷰 작성모드는 기본쓰기, 리뷰쓰기, 여행기, 요리법 등 4가지로 적용한 것으로 볼 수 있지만 카페의 경우 책, 영화, 음악, 게임, 드라마, 상품 등 다른 리뷰쓰기의 지원이 가능하다.

## 스마트 리포터
스마트 리포터는 네이버에서 각종 통계를 저장해 주는 기능이다. 주로 블로그와 카페를 중심으로 유입검색어를 기준으로 방문객, 조회수, 회원 등의 활동 내역을 한눈에 파악할 수 있도록 리포팅 하는 것이 주요 기능이다.

### 네이버 블로그
- 네이버 블로그에서는 이와 같은 기능을 가지고 있다.[출처 필요]

1. 검색 유입 분석
2. 방문자 분포
3. 방문 트렌드

#### 검색 유입 분석
검색 유입 분석을 할 때 주로 네이버의 본인 블로그 게시물이 네이버나 여타 포털사이트(ex:다음, 야후!, 엠파스 등)에서 검색을 얼마나 노출되었는지 쉽게 파악할 수 있다.
- 분포 : 방문자 분포는 성별(남성, 여성, 기타)과 관계별(서로이웃, 비이웃, 이웃, 비로그인), 연령대별에 따라 나뉘어 보여 주며, 비로그인자가 네이버의 내블로그에 방문할 경우 기타로 표시하지만, 시간대별 분포는 네이버의 내 블로그에 다녀간 인원수가 얼마인지 쉽게 측정할 수 있다.
- 검색 유입 : 검색 유입은 네이버의 본인 블로그에 다녀간 사람이 얼마인지 비율로 보여주며, 검색 유입인지 기타유입인지 여부를 가릴 수 있다.
- 기타 : 그 밖에도 유입 URL 분석도 가능하며 조회수, 스크랩수, 덧글수 등도 쉽게 확인할 수 있고, 똑같은 내용을 저장할 수 도 있다.

### 네이버 카페
네이버 카페도 블로그와 마찬가지로 본인이 운영중인 카페를 중심으로 통계를 쉽게 할 수 있다.
방문 트렌드, 멤버활동 트렌드, 방문자 분포, 검색유입 분석, 유입 URL 분석, 게시물 생산현황, 베스트 게시물, 멤버 랭킹, 멤버 현황, 멤버 활동현황 등을 쉽게 노출할 수 있으며, 저장기능도 어느 정도 마련되어 있다.